# Сбега
Сбе́га (рос. Сбега) — селище у складі Могочинського району Забайкальського краю, Росія. Адміністративний центр Сбегинського сільського поселення.

## Населення
Населення — 1712 осіб (2010; 1532 у 2002).
Національний склад (станом на 2002 рік):
- росіяни — 98 %